# Arne Engels
Arne Engels (Opwijk, 8 settembre 2003) è un calciatore belga, centrocampista del Celtic.

## Caratteristiche tecniche
Gioca come centrocampista centrale, forte fisicamente ed abile negli inserimenti con un vizio per il goal.
Nel corso della sua carriera si dimostra un rigorista efficace.

## Carriera

### Club
Giovanili in patria
Cresciuto nel settore giovanile del Club Bruges, nel 2020 viene aggregato alla formazione Under-23, militante in Tweede klasse.
Augusta
Il 3 gennaio 2023 viene acquistato dall'Augusta, con cui firma un contratto quadriennale. Il 22 gennaio successivo ha esordito in Bundesliga, disputando l'incontro perso per 4-3 contro il Borussia Dortmund. Il 28 ottobre 2023 segna il suo primo goal nella vittoria per 3-2 contro il Wolfsburg.
Celtic
Il 30 agosto 2024 viene acquistato dal Celtic per 11 milioni di euro, con cui firma un contratto fino al 30 giugno 2028. Nel corso della stagione 2024/2025 si conferma un rigorista efficace, 8 rigori trasformati su 9 a disposizione.

### Nazionale
Ha giocato nelle nazionali giovanili belghe Under-15, Under-16 ed Under-19; nel 2023 ha partecipato agli Europei Under-21.
Il 30 agosto 2024 viene convocato per la prima volta in nazionale maggiore, con cui esordisce il 6 settembre seguente nel successo per 3-1 in Nations League contro Israele.

## Statistiche

### Presenze e reti nei club
Statistiche aggiornate al 18 gennaio 2025.
| Stagione               | Squadra                | Campionato             | Campionato | Campionato | Coppe nazionali | Coppe nazionali | Coppe nazionali | Coppe continentali | Coppe continentali | Coppe continentali | Altre coppe | Altre coppe | Altre coppe | Totale | Totale |
| Stagione               | Squadra                | Comp                   | Pres       | Reti       | Comp            | Pres            | Reti            | Comp               | Pres               | Reti               | Comp        | Pres        | Reti        | Pres   | Reti   |
| ---------------------- | ---------------------- | ---------------------- | ---------- | ---------- | --------------- | --------------- | --------------- | ------------------ | ------------------ | ------------------ | ----------- | ----------- | ----------- | ------ | ------ |
| 2020-2021              | Club NXT               | D2                     | 20         | 1          | -               | -               | -               | -                  | -                  | -                  | -           | -           | -           | 20     | 1      |
| 2022-gen. 2023         | Club NXT               | D2                     | 15         | 2          | -               | -               | -               | -                  | -                  | -                  | -           | -           | -           | 15     | 2      |
| Totale Club Bruges U23 | Totale Club Bruges U23 | Totale Club Bruges U23 | 35         | 3          |                 | -               | -               |                    | -                  | -                  |             | -           | -           | 35     | 3      |
| gen.-giu. 2023         | Augusta                | BL                     | 18         | 0          | CG              | -               | -               | -                  | -                  | -                  | -           | -           | -           | 18     | 0      |
| 2023-2024              | Augusta                | BL                     | 32         | 3          | CG              | 1               | 0               | -                  | -                  | -                  | -           | -           | -           | 33     | 3      |
| ago. 2024              | Augusta                | BL                     | 1          | 0          | CG              | 1               | 0               | -                  | -                  | -                  | -           | -           | -           | 2      | 0      |
| Totale Augusta         | Totale Augusta         | Totale Augusta         | 51         | 3          |                 | 2               | 0               |                    | -                  | -                  |             | -           | -           | 53     | 3      |
| 2024-2025              | Celtic                 | SP                     | 20         | 6          | SC+CdL          | 1+3             | 0+0             | UCL                | 7                  | 1                  | -           | -           | -           | 31     | 7      |
| Totale carriera        | Totale carriera        | Totale carriera        | 106        | 12         |                 | 6               | 0               |                    | 7                  | 1                  |             | -           | -           | 119    | 13     |

### Cronologia presenze e reti in nazionale
| Cronologia completa delle presenze e delle reti in nazionale ― Belgio | Cronologia completa delle presenze e delle reti in nazionale ― Belgio | Cronologia completa delle presenze e delle reti in nazionale ― Belgio | Cronologia completa delle presenze e delle reti in nazionale ― Belgio | Cronologia completa delle presenze e delle reti in nazionale ― Belgio | Cronologia completa delle presenze e delle reti in nazionale ― Belgio | Cronologia completa delle presenze e delle reti in nazionale ― Belgio | Cronologia completa delle presenze e delle reti in nazionale ― Belgio |
| Data                                                                  | Città                                                                 | In casa                                                               | Risultato                                                             | Ospiti                                                                | Competizione                                                          | Reti                                                                  | Note                                                                  |
| --------------------------------------------------------------------- | --------------------------------------------------------------------- | --------------------------------------------------------------------- | --------------------------------------------------------------------- | --------------------------------------------------------------------- | --------------------------------------------------------------------- | --------------------------------------------------------------------- | --------------------------------------------------------------------- |
| 6-9-2024                                                              | Debrecen                                                              | Belgio                                                                | 3 – 1                                                                 | Israele                                                               | UEFA Nations League 2024-2025 - 1º turno                              | -                                                                     | 64’                                                                   |
| 14-10-2024                                                            | Bruxelles                                                             | Belgio                                                                | 1 – 2                                                                 | Francia                                                               | UEFA Nations League 2024-2025 - 1º turno                              | -                                                                     | 82’                                                                   |
| 14-11-2024                                                            | Bruxelles                                                             | Belgio                                                                | 0 – 1                                                                 | Italia                                                                | UEFA Nations League 2024-2025 - 1º turno                              | -                                                                     | 71’                                                                   |
| 17-11-2024                                                            | Budapest                                                              | Israele                                                               | 1 – 0                                                                 | Belgio                                                                | UEFA Nations League 2024-2025 - 1º turno                              | -                                                                     | 90+3’                                                                 |
| Totale                                                                |                                                                       | Presenze                                                              | 4                                                                     |                                                                       | Reti                                                                  | 0                                                                     |                                                                       |

## Palmarès

### Club

#### Competizioni nazionali
- Coppa di Lega scozzese: 1

Celtic: 2024-2025
- Campionato scozzese: 1

Celtic: 2024-2025